# Víctor II
Víctor II (en latín, Victor PP. II) de nombre secular  Gebhard de Dollnstein-Hirschberg (Dollnstein, Baviera, ¿?-Arezzo,  28 de junio de 1057) fue el papa 153.er de la Iglesia católica, de 1055 a 1057.

## Biografía

### Familia
Hijo de un barón suabo, el conde Hartwing de Calw, y pariente del emperador Enrique III. 

### Episcopado

#### Obispo de Eichstätt
Fue nombrado obispo de Eichstätt en 1042, cuando contaba 24 años de edad, gracias a la influencia de su tío, el obispo Gerhard de Ratisbona. Desde esa posición apoyó las políticas e intereses del emperador Enrique y se convirtió en uno de sus principales asesores.

## Papado

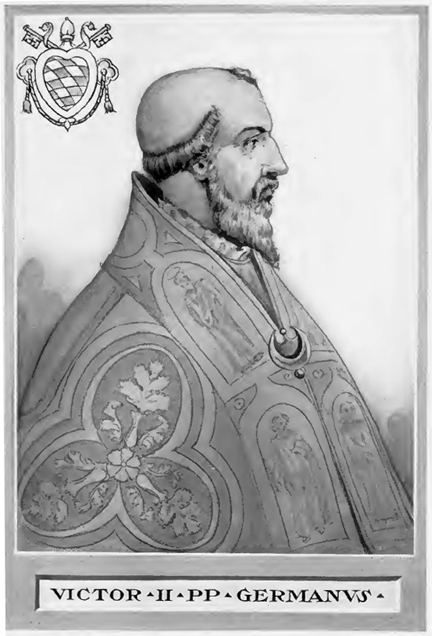
Grabado póstumo de Víctor II, publicado por Alexis Artaud De Montor en 1842

Fue nominado al papado en Maguncia, en septiembre de 1054, por Enrique III y por una delegación romana encabezada por Hildebrando, futuro papa Gregorio VII, siendo consagrado en la catedral de San Pedro, el 13 de abril de 1055.
Su pontificado se enmarca en la reforma gregoriana.
En junio de 1055, Víctor II se encontró con el emperador en Florencia, donde celebró un concilio que reforzó la condena de León IX al matrimonio de los sacerdotes, la simonía y la pérdida de los bienes de la Iglesia.
En 1056 se desplazó a Alemania para solicitar la protección imperial frente a los normandos. Durante su estancia en tierras germanas, Enrique III falleció, dejando en el trono a su hijo de seis años, Enrique IV y como regente a su viuda la emperatriz Inés de Poitou.

### Fallecimiento
Falleció poco después, en Arezzo, el 28 de junio de 1057, a causa de la malaria, siendo enterrado en la ciudad de Rávena.
Tras su muerte, aprovechando el vacío de poder en Alemania con un emperador que era solo un niño y una regente inexperta, la nobleza romana volverá a ser determinante en la elección papal y Víctor II se convertirá en el último Papa nombrado por un emperador alemán.